# Vaccinium laurifolium
Vaccinium laurifolium är en ljungväxtart som först beskrevs av Bi., och fick sitt nu gällande namn av Friedrich Anton Wilhelm Miquel. Vaccinium laurifolium ingår i Blåbärssläktet, och familjen ljungväxter.

## Underarter
Arten delas in i följande underarter:
- V. l. ellipticum
- V. l. glanduligerum
- V. l. pensile
- V. l. robustum
- V. l. sarawakense
- V. l. trichodes